# Inga racemiflora
Inga racemiflora är en ärtväxtart som beskrevs av Adolpho Ducke. Inga racemiflora ingår i släktet Inga och familjen ärtväxter. Inga underarter finns listade i Catalogue of Life.